# Día Internacional de las Remesas Familiares
El Día Internacional de las Remesas Familiares es una jornada que se celebra anualmente el 12 de junio desde 2015, instaurada por la Asamblea General de las Naciones Unidas (AGNU) en 2018.

## Proclamación
Las remesas son transferencias de dinero que los trabajadores migrantes envían a sus familias en sus países de origen. El Día Internacional de las Remesas Familiares (IDFR, por sus siglas en inglés) fue reconocido oficialmente el 12 de junio de 2018 por la AGNU, aunque ya había sido proclamado por el Fondo Internacional de Desarrollo Agrícola (FIDA) el 16 de febrero de 2015. El objetivo es resaltar los beneficios que aportan la inclusión digital y financiera cuando se vinculan a las remesas, ayudando a las familias remitentes a alcanzar sus propios Objetivos de Desarrollo Sostenible (ODS). Como acción de refuerzo, FIDA lidera la campaña del decenio "Remesas familiares 2020-2030", que busca maximizar el impacto de las remesas en el desarrollo sostenible, reduciendo costos de transacción y fomentando la inclusión financiera.

## Celebración
Este día se celebra el 16 de junio de cada año. Esta fecha fue elegida para coincidir con el último día de la Cumbre del Foro Mundial sobre Remesas, Inversiones y Desarrollo, organizada por el FIDA, la Oficina del Asesor Especial para África de las Naciones Unidas y el Banco Mundial. La primera vez que se celebró fue en la Exposición Universal de Milán en 2015. En las celebraciones, se llevan a cabo sesiones temáticas centradas en los beneficios de la inclusión digital y financiera vinculada a las remesas.

## Temas
- 2015: Primera celebración[6]
- 2016: Remittances are a mainstay for millions of the world's poor – let's improve them,[7]('Las remesas son un pilar para millones de pobres en el mundo – mejoremoslas')
- 2017: Tercera celebración[8]

- 2018: Working to build prosperity at home,[9] ('Trabajando para construir prosperidad en casa')
- 2019: Supporting one billion people reach their own SDGs,[10] ('Apoyar a mil millones de personas para que alcancen sus propios ODS')

- 2020: Supporting remittance families build resilience in times of crisis,[11] ('Apoyar a las familias que reciben remesas a construir resiliencia en tiempos de crisis')
- 2021: Recovery and resilience through digital and financial inclusion,[12] ('Recuperación y resiliencia a través de la inclusión')
- 2022: Recuperación y resiliencia a través de la inclusión[13]
- 2023: Remesas digitales para la promoción de la inclusión financiera y la reducción de costos[14]
- 2024: Digital remittances towards financial inclusion and cost reduction,[15] ('Remesas digitales hacia la inclusión financiera y la reducción de costos')